# Джил-Джоль
Джил-Джоль — река в России, протекает по территории Чеченской Республики. Длина реки составляет 14 км. Площадь водосборного бассейна — 54,5 км².
Начинается на склоне горы Хаихи хребта Мордлам. Течёт в северо-западном направлении через буково-грабовый лес. Устье реки находится в 40 км по правому берегу реки Фортанга на высоте 508,5 метра над уровнем моря.

## Данные водного реестра
По данным государственного водного реестра России относится к Западно-Каспийскому бассейновому округу, водохозяйственный участок реки — Сунжа от истока до города Грозный. Речной бассейн реки — Реки бассейна Каспийского моря междуречья Терека и Волги.

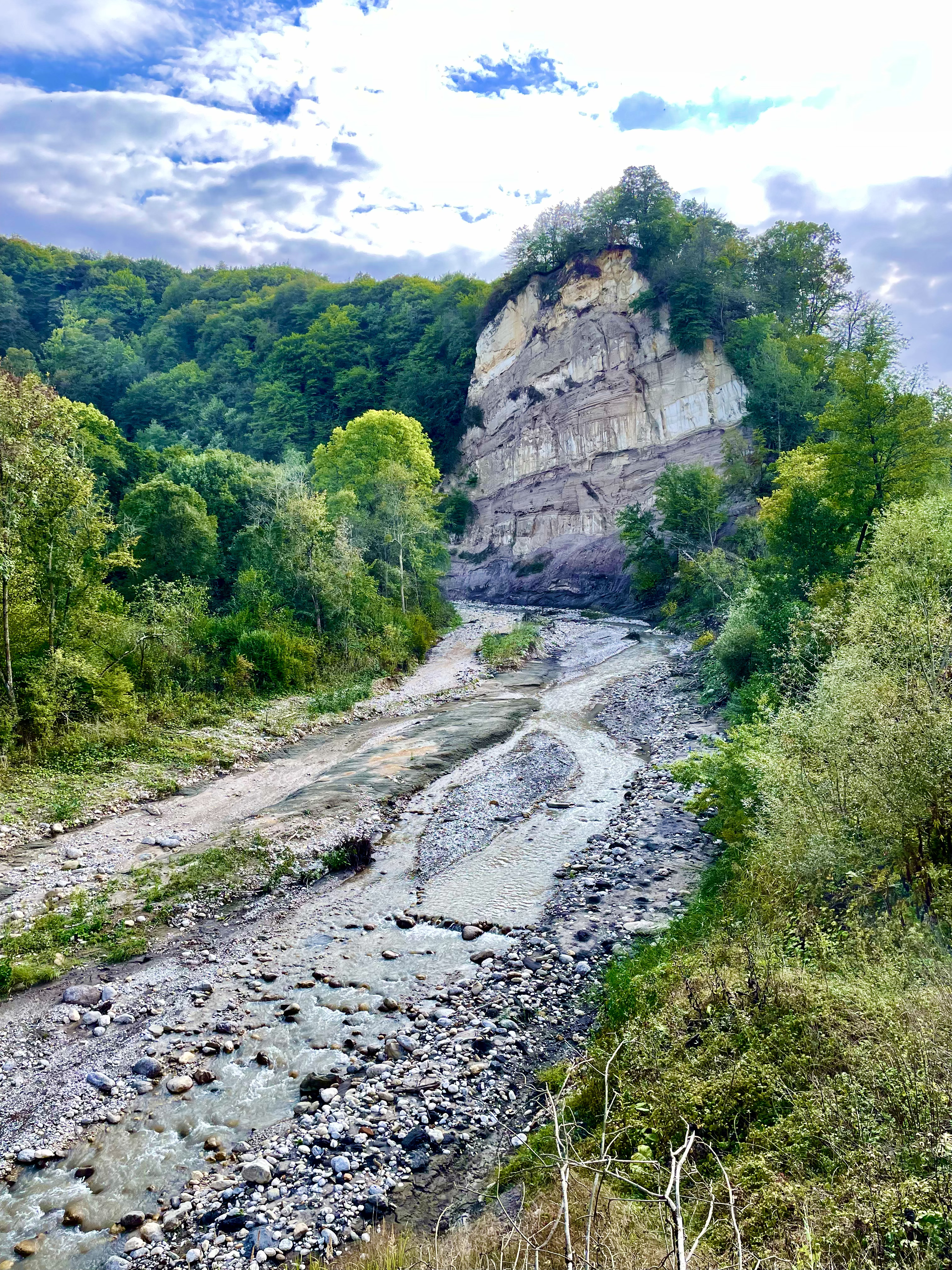
Джил-Джоль у впадения в Мартан. Ачхой-Мартановский район

Код объекта в государственном водном реестре — 07020001112108200005567.